# Sixteen (programa de televisão)
Sixteen (em coreano: 식스틴, estilizado como SIXTEEN) foi um reality show criado pela JYP Entertainment e Mnet. O show consiste em dezesseis trainees/concorrentes disputando uma contra a outra um lugar no futuro grupo feminino da JYPE, TWICE. Diferente de outros programas, as concorrentes foram avaliadas não apenas pelas suas capacidades de canto e dança, mas também pelo seu carisma e personalidade. O show estreou em 5 de maio de 2015 na Mnet e teve no total 10 episódios.

## Apresentações pré-show
A partir de 13 de abril de 2015, JYP Entertainment começou a divulgar os perfis individuais das 16 concorrentes através do canal oficial da Mnet e no canal do próprio reality no Youtube. As participantes foram reveladas, incluindo três japonesas, uma tailandesa, uma canadense-coreana e outra taiwanesa. Alguns sinais sobre o formato do reality show foram divulgados, revelando que sete das concorrentes seriam integrantes oficiais do novo grupo feminino da empresa e que as nove restantes tentarão tomar seus lugares até o último episódio.

### Concorrentes
| #  | Nome artístico | Nome artístico | Nome de nascimento     | Nome de nascimento | Nascimento                        | País          |
| -- | -------------- | -------------- | ---------------------- | ------------------ | --------------------------------- | ------------- |
| 1  | Nayeon         | 나연           | Im Nayeon              | 임나연             | 22 de setembro de 1995 (29 anos)  | Coreia do Sul |
| 2  | Jeongyeon      | 정연           | Yoo Jeongyeon          | 유정연             | 1 de novembro de 1996 (28 anos)   | Coreia do Sul |
| 3  | Momo           | 모모           | Hirai Momo             | 平井もも           | 9 de novembro de 1996 (28 anos)   | Japão         |
| 4  | Sana           | 사나           | Minatozaki Sana        | 湊崎紗夏           | 29 de dezembro de 1996 (28 anos)  | Japão         |
| 5  | Jihyo          | 지효           | Park Jihyo             | 박지수             | 1 de fevereiro de 1997 (28 anos)  | Coreia do Sul |
| 6  | Mina           | 미나           | Myōi Mina              | 名井南             | 24 de março de 1997 (28 anos)     | Japão         |
| 7  | Minyoung       | 민영           | Song Minyoung          | 송민영             | 27 de fevereiro de 1998 (27 anos) | Coreia do Sul |
| 8  | Jiwon          | 지원           | Park Jiwon             | 박지원             | 20 de março de 1998 (27 anos)     | Coreia do Sul |
| 9  | Dahyun         | 다현           | Kim Dahyun             | 김다현             | 28 de maio de 1998 (26 anos)      | Coreia do Sul |
| 10 | Chaeyoung      | 채영           | Son Chaeyoung          | 손채영             | 23 de abril de 1999 (26 anos)     | Coreia do Sul |
| 11 | Tzuyu          | 쯔위           | Chou Tzuyu             | 周子瑜             | 14 de junho de 1999 (25 anos)     | Taiwan        |
| 12 | Chaeyeon       | 채연           | Lee Chaeyeon           | 이채연             | 11 de janeiro de 2000 (25 anos)   | Coreia do Sul |
| 13 | Eunsuh         | 은서           | Kim Eunsuh             | 김은서             | 14 de novembro de 2000 (24 anos)  | Coreia do Sul |
| 14 | Somi           | 소미           | Jeon Somi              | 전소미             | 9 de março de 2001 (24 anos)      | Canadá        |
| 15 | Chaeryeong     | 채령           | Lee Chaeryeong         | 이채령             | 5 de junho de 2001 (23 anos)      | Coreia do Sul |
| 16 | Natty          | 나띠           | Ahnatchaya Suputhipong | 나띠               | 30 de maio de 2002 (22 anos)      | Tailândia     |

## Episódios

### Episódio 1 (5 de maio de 2015)
As concorrentes são introduzidas e divididas em dois grupos: MAJOR e MINOR. Nesta divisão, a equipe MAJOR foi decidida exclusivamente pela A&R Team e equipe de treinadores da JYP, sem a opinião de Park Jin-young. As MAJORS seriam as integrantes efetivas do novo grupo da empresa, TWICE, e serão tratadas como verdadeiras estrelas da JYP, inclusive vivendo em um dormitório agradável, andando em uma van moderna, recebendo dicas e conselhos dos artistas da JYP, e praticando das 09h da manhã às 21h. As MINORS continuaram vivendo como trainees em um dormitório sujo e estão em desvantagem por poderem apenas praticar das 21h às 09h da manhã.
As integrantes dos grupos MAJOR e MINOR completarão missões para mostrar suas habilidades. Uma vez divididas, Park Jin-young deu a primeira missão "Você é uma ESTRELA?" que as desafiou à provar seus potenciais como estrelas. As concorrentes poderiam escolher livremente o que queriam apresentar, mas Park Jin-young queria "ver as suas capacidades de ser uma estrela, ou ser capaz de sentir que elas são destinadas a serem estrelas." Durante esta missão, Park mostrou seu apoio para aquelas que fugiram do comum e que mostraram seus verdadeiros talentos. Durante a apresentação de Dahyun, ele disse estar satisfeito com a performance da mesma: "É ótimo ter talentos, mas o talento deve ser seu. [...] Eu disse a vocês para me mostrar por que são estrelas. Eu nunca disse para me mostrar se você pode cantar ou dançar." Nenhuma das meninas foi eliminada neste episódio.

### Episódio 2 (12 de maio de 2015)
Com base nas performances do primeiro episódio, Natty, Chaeryeong, Somi, Sana e Jihyo trocaram de lugar com Momo, Jiwon, Mina, Minyoung e Nayeon para o time MAJOR, respectivamente. Ninguém foi eliminada na Primeira Missão.
A próxima missão das meninas foi tirar "Fotos para a Capa do Álbum", que as desafiou a se concentrar e produzir fotos de alta qualidade em condições ruins. As meninas da equipe MAJOR puderam comprar roupas de designers famosos para a sessão de fotos e decidiram optar por um conceito dark, meio jovem-vampiro. Enquanto, as meninas do MINOR foram enviadas para um mercado de rua e criaram um conceito inspirado no grupo Wonder Girls. O resultado da sessão fotográfica expuseram os pontos fortes e fracos das meninas, revelando os encantos naturais de algumas e as lutas pessoais das outras.

### Episódio 3 (19 de maio de 2015)
Devido aos seus desempenhos na missão photoshoot, Mina, Tzuyu e Jeongyeon trocam de lugar com Chaeyeon, Jihyo e Dahyun para o time MAJOR, respectivamente. Chaeyeon é eliminada da competição porque Park Jin-young observou que sua inexperiência e desejo de fazer bem obscureceram seu encanto natural e a fizeram parecer fria e dura nas fotos. No entanto, ele explica que esta será uma boa experiência de aprendizagem para ela em sua jornada para o estrelato e conclui dizendo-lhe "você trabalhou duro."
A terceira missão, "Batalha Uma Contra a Outra (1X1)", é anunciada. Nayeon e Chaeryeong retornam para o MAJOR, tomando o lugar de Tzuyu e Sana. Os resultados da batalha final, entre Somi e Minyoung, só foram divulgados no próximo programa. A equipe MAJOR até este episódio ficou com Nayeon, Chaeyoung, Somi, Mina, Chaeryeong, Natty e Jeongyeon. No entanto, as batalhas envolvendo Somi, Minyoung, Mina, Eunsuh, Chaeyoung, Jihyo, Momo e Natty foram exibidas no próximo episódio, deixando seus destinos finais desconhecidos nesta semana.

### Episódio 4 (26 de maio de 2015)
Os resultados restantes da terceira missão "Batalha Uma Contra a Outra (1X1)" são revelados. Somi, Mina e Natty continuam na MAJOR, enquanto Minyoung, Eunsuh e Momo continuam na equipe MINOR. Jihyo ocupa o lugar de Chaeyoung na equipe MAJOR, enviando-a para a MINOR. Eunsuh é eliminada da competição porque esqueceu parte da coreografia durante sua performance no palco.
A próxima missão das concorrentes é um trabalho em equipe, MAJORs contra MINORs. As equipes são dividas em MAJOR A (Mina, Nayeon, Chaeryeong e Jeongyeon), MAJOR B (Natty, Somi e Jihyo), MINOR A (Momo, Jiwon e Chaeyoung) e MINOR B (Tzuyu, Minyoung, Dahyun e Sana). A competição é relevada, MAJOR A vs. MINOR B e MAJOR B vs. MINOR A. As equipes vencedoras farão uma nova formação para a equipe MAJOR. As equipes perdedoras, então, competirão entre si. Uma menina da equipe perdedora da segunda batalha será eliminada. As meninas são mostradas se preparando para a competição, mas nenhuma batalha foi mostrada neste episódio.

### Episódio 5 (2 de junho de 2015)
As meninas se preparam para suas batalhas em grupo, escolhendo roupas para a performance e ensaiando. A fase da competição é realizada para um público ao vivo, cujos votos determinarão as vencedoras de cada batalha. A equipe MAJOR A (Mina, Nayeon, Chaeryeong e Jeongyeon) performou a canção "Happy" de Pharrell Williams contra a performance de "Problem" de Ariana Grande feita pela equipe MINOR B (Tzuyu, Minyoung, Dahyun e Sana). A equipe MAJOR B (Natty, Somi e Jihyo) animou o público com o sucesso de Mark Ronson "Uptown Funk" contra a performance de MINOR A (Momo, Jiwon e Chaeyoung), que cantou a canção "The Way You Love Me" de Keri Hilson.
Com base nos votos da audiência, a MAJOR A perde para o MINOR B (189 pontos contra 203 pontos). Tzuyu, Minyoung, Dahyun e Sana se tornam MAJORs, enquanto Mina, Nayeon, Chaeryeong e Jeongyeon vão para a equipe MINOR. A equipe MAJOR B de Natty, Somi e Jihyo permanece na formação MAJOR, por ter ganhado a competição contra a performance da equipe MINOR A (202 pontos contra 182 pontos). As equipes perdedoras, MAJOR A e MINOR A, competirão entre si; As perdedoras da segunda batalha irão para a eliminação. Os resultados deste confronto não foram revelados até o próximo episódio. Até este episódio a equipe MAJOR é formada por Tzuyu, Minyoung, Dahyun, Sana, Natty, Somi e Jihyo.

### Episódio 6 (9 de junho de 2015)
Para a batalha entre as equipes perdedoras, a equipe MAJOR A é renomeada para MINOR A, e a equipe MINOR A é renomeada para MINOR B. MINOR A (Mina, Nayeon, Chaeryeong e Jeongyeon) performaram "U-Go-Girl" de Lee Hyori, enquanto a equipe MINOR B (Momo, Jiwon e Chaeyoung) escolheu performar "Swing Baby" de Park Jin-young. Embora JYP tenha elogiado o desempenho de ambas equipes, ele e os espectadores escolheram a performance de MINOR A como a vencedora (embora a decisão final fosse baseada somente no voto da audiência). Isso colocou Chaeyoung, Jiwon e Momo em perigo de eliminação.
No final, Momo foi eliminada porque foi a menos votada entre as garotas de seu time, MINOR B.
As meninas da equipe MAJOR são convidadas por JYP para dançar com ele em uma próxima apresentação. Enquanto as meninas praticam com ele, Park Jin-young dá muitas dicas sobre dança e como ser um dançarino e artista bem sucedido. Após a apresentação, as meninas são levadas para um acampamento com Shin Bong-sun e Huh Kyung-hwan. Nas previsões para o próximo episódio, revela-se que a próxima eliminação será baseada em votos das próprias competidoras.

### Episódio 7 (16 de junho de 2015)
Depois de se divertirem no acampamento, JYP reúne as meninas e anuncia que a próxima missão será uma votação entre elas, nas quais votarão em votos privados nos grupos MAJOR E MINOR. Os resultados dos votos são revelados e Dahyun, Somi e Natty são substituídas por Nayeon, Chaeyoung e Jeongyeon. No entanto, JYP revela que não haverá eliminação para esta missão.
As meninas são mais uma vez divididas em quatro equipes para a sua próxima missão, "Criar sua própria apresentação ao vivo". As equipes vão preparar suas performances, além de se responsabilizarem pela divulgação do próprio show. MAJOR A (Jihyo, Chaeyoung, Minyoung e Sana) prepararam uma versão lenta e sexy de "Nobody" do grupo Wonder Girls; MAJOR B (Nayeon, Jeongyeon e Tzuyu) performou a canção "Hush" de Miss A; MINOR A (Dahyun, Jiwon e Chaeryeong) também performaram uma canção de Wonder Girls, "Tell Me". Finalizando com MINOR B (Mina, Somi e Natty) que fizeram uma reinterpretação da canção de Park Jin-young, "Who's Your Mama?". As batalhas serão reveladas no próximo episódio.

### Episódio 8 (23 de junho de 2015)
As meninas correm pelas ruas de Seul, capital da Coreia do Sul, promovendo o concerto e distribuindo bolinhas coloridas (MAJOR A - Vermelhas, MAJOR B - Amarelas, MINOR A - Verdes, MINOR B - Azuis). Antes do início do show, os convidados (público) colocam a bolinha no compartimento do grupo correto para mostrar qual equipe fez o melhor trabalho promovendo o show. A equipe que receber a maioria de suas bolinhas de volta, irá para a MAJOR. Após as apresentações, na saída, o público recebe bolinhas brancas para votar na performance que mais gostaram. Esta votação determinará o restante de participantes na equipe MAJOR.
JYP reúne as meninas para anunciar os resultados. Ele começa explicando que a equipe que ele construir não será baseada unicamente no talento, mas também na paixão, pois aqueles com paixão pelo que fazem são os que têm mais sucesso. Jihyo, Sana, Minyoung e Chaeyoung são as primeiras a irem para a formação MAJOR com o maior número de participantes que devolveram as bolinhas vermelhas (Total de 194). Antes de anunciar os resultados da escolha do público, JYP afirma que o desempenho da equipe MAJOR B se destacou melhor para ele, dando-lhe A+. Os resultados da escolha do público e a próxima eliminação serão anunciados no próximo episódio.

### Episódio 9 (30 de junho de 2015)
JYP revela que a equipe MAJOR A também ficou em primeiro lugar dentro dos votos da audiência, MINOR B ficou em segundo lugar, assim movendo Somi, Mina e Natty para a equipe MAJOR, fazendo Nayeon, Jeongyeon e Tzuyu irem para a equipe MINOR. Em último lugar, Jiwon, Chaeryeong e Dahyun foram colocadas em perigo de eliminação. JYP decide eliminar Jiwon devido a sua dança estar fora da batida e os vocais estarem instáveis durante o desempenho.
JYP anuncia a última missão das meninas, tornar-se um grupo real de garotas no palco. Ele as divide em dois grupos de seis, mas devido a falta de um membro na MINOR, elas podem escolher alguém da equipe MAJOR para performar com elas. Embora ainda seja da MAJOR, Jihyo é escolhida para cantar junto com a equipe MINOR. JYP então dá as meninas suas novas canções para a missão final da primeira rodada, explicando que para as equipes foram atribuídas duas canções - a rítmica "I Think I'm Crazy" para a equipe MAJOR e "Truth" para a equipe MINOR. Em seguida, revela "Do It Again", que ambos os grupos irão apresentar na rodada final e serve como uma representação do grupo TWICE.
Enquanto as meninas se preparam para a missão final, as equipes são visitadas e orientadas por Fei, do Miss A, e Jun, do 2PM. Após as apresentações, as meninas recebem elogios do JYP, que escolhe a equipe MINOR como o melhor desempenho.

### Episódio 10 (7 de julho de 2015)
As garotas estão se preparando para a apresentação final, onde as equipes MAJOR e MINOR performam a canção original "Do It Again", uma contra a outra. As equipes passam uma última noite juntas relembrando sua jornada ao longo do reality show, rindo dos momentos tolos, compartilhando suas angústias e esperanças. Após as apresentações finais, as meninas recebem elogios de JYP. Chaeyeon, Eunsuh, Momo e Jiwon, eliminadas anteriormente, juntam-se as competidoras finais no palco para uma performance de despedida antes que os resultados sejam anunciados. As finalistas estão reunidas no palco, onde a equipe MAJOR encontra-se com seus colares. Nayeon, Jeongyeon e Dahyun tomam os lugares de Natty, Somi e Minyoung na equipe MAJOR, eliminando-as ao lado de Tzuyu e Chaeryeong.
JYP, em seguida, anuncia em uma reviravolta. O grupo TWICE será formado por nove integrantes, não sete. Junto com a atual equipe MAJOR (Nayeon, Jihyo, Mina, Dahyun, Jeongyeon, Chaeyoung e Sana) formada, Tzuyu é escolhida para se juntar as meninas. JYP surpreende as competidoras e o público ao anunciar que Momo, que foi eliminada na quarta missão, será uma integrante de TWICE. Tzuyu é escolhida pela opinião da audiência através de uma votação online e Momo pela opinião da equipe A&R e pela decisão dos Trainers.
O grupo TWICE então é formado por: Nayeon, Jeongyeon, Momo, Sana, Jihyo, Mina, Dahyun, Chaeyoung e Tzuyu.

## Controvérsias
Após a sua estreia, o programa foi considerado "cruel" para seu formato aparentemente duro, mais notavelmente pela forma em que as participantes da equipe MINOR ficaram drasticamente em desvantagem pelo lugar onde morariam e pelo menor tempo de prática. Alguns notaram a tensão óbvia entre as concorrentes como um sintoma destas condições e pela maneira em que elas foram controversamente divididas em equipes MAJOR e MINOR.
Outra controvérsia surgiu novamente no episódio final, quando Momo, uma competidora que foi previamente eliminada, foi trazida de volta para o show, integrando o grupo TWICE. Os fãs ficaram céticos quanto às motivações por trás dessa decisão. Mais tarde, um representante da JYP Entertainment afirmou que "Momo é excepcional em dança e performance, acreditamos que ela será uma ótima adição para o TWICE".
No dia seguinte do episódio final, a JYP Entertainment divulgou uma breve declaração sobre a inclusão de Tzuyu e Momo em TWICE: "Pedimos desculpas por não ter comunicado claramente o processo de seleção e gostaríamos de explicá-lo melhor. A condição usada para ser escolhida como uma das integrantes oficiais foram os votos feitos pelo público e espectadores. No entanto, levando em conta o episódio final, pensamos que as sete garotas selecionadas oficialmente poderiam deixar algo a desejar. Assim, além das sete meninas, decidimos que uma nova integrante seria adicionada unicamente pela opinião dos telespectadores (Tzuyu) e uma outra pela opinião de Park Jin-young (Momo)."

## Classificação
| #  | Concorrente        | Decidido pela A&R Team | Missão 1 | Missão 2  | Missão 3  | Missão 4  | Votos                             | Missão 5                          | Missão 6                          | Final     |
| -- | ------------------ | ---------------------- | -------- | --------- | --------- | --------- | --------------------------------- | --------------------------------- | --------------------------------- | --------- |
| 1  | Jihyo (지효)       | MINOR                  | MAJOR    | MINOR     | MAJOR     | MAJOR     | MAJOR                             | MAJOR                             | MAJOR                             | TWICE     |
| 2  | Sana (사나)        | MINOR                  | MAJOR    | MAJOR     | MINOR     | MAJOR     | MAJOR                             | MAJOR                             | MAJOR                             | TWICE     |
| 3  | Chaeyoung (채영)   | MAJOR                  | MAJOR    | MAJOR     | MINOR     | MINOR     | MAJOR                             | MAJOR                             | MAJOR                             | TWICE     |
| 4  | Mina (미나)        | MAJOR                  | MINOR    | MAJOR     | MAJOR     | MINOR     | MINOR                             | MAJOR                             | MAJOR                             | TWICE     |
| 5  | Jeongyeon (유정연) | MINOR                  | MINOR    | MAJOR     | MAJOR     | MINOR     | MAJOR                             | MINOR                             | MAJOR                             | TWICE     |
| 6  | Nayeon (나연)      | MAJOR                  | MINOR    | MINOR     | MAJOR     | MINOR     | MAJOR                             | MINOR                             | MAJOR                             | TWICE     |
| 7  | Dahyun (다현)      | MAJOR                  | MAJOR    | MINOR     | MINOR     | MAJOR     | MINOR                             | MINOR                             | MAJOR                             | TWICE     |
| 8  | Tzuyu (쯔위)       | MINOR                  | MINOR    | MAJOR     | MINOR     | MAJOR     | MAJOR                             | MINOR                             | MAJOR                             | TWICE     |
| 9  | Momo (모모)        | MAJOR                  | MINOR    | MINOR     | MINOR     | Eliminada | Retorna na final, decido pela A&R | Retorna na final, decido pela A&R | Retorna na final, decido pela A&R | TWICE     |
| 10 | Minyoung (민영)    | MAJOR                  | MINOR    | MINOR     | MINOR     | MAJOR     | MAJOR                             | MAJOR                             | MINOR                             | Eliminada |
| 11 | Somi (소미)        | MINOR                  | MAJOR    | MAJOR     | MAJOR     | MAJOR     | MINOR                             | MAJOR                             | MINOR                             | Eliminada |
| 12 | Natty (나띠)       | MINOR                  | MAJOR    | MAJOR     | MAJOR     | MAJOR     | MINOR                             | MAJOR                             | MINOR                             | Eliminada |
| 13 | Chaeryeong (채령)  | MINOR                  | MAJOR    | MINOR     | MAJOR     | MINOR     | MINOR                             | MINOR                             | MINOR                             | Eliminada |
| 14 | Jiwon (지원)       | MAJOR                  | MINOR    | MINOR     | MINOR     | MINOR     | MINOR                             | Eliminada                         | Eliminada                         | Eliminada |
| 15 | Eunsuh (은서)      | MINOR                  | MINOR    | MINOR     | Eliminada | Eliminada | Eliminada                         | Eliminada                         | Eliminada                         | Eliminada |
| 16 | Chaeyeon (채연)    | MINOR                  | MINOR    | Eliminada | Eliminada | Eliminada | Eliminada                         | Eliminada                         | Eliminada                         | Eliminada |

## Consequências
Depois que o reality terminou, Jiwon escolheu sair da JYP e prosseguir com seus talentos em outro lugar.
Pouco tempo depois da partida de Jiwon, Minyoung se tornou a segunda participante de Sixteen a deixar a JYP Entertainment, alegando que vai continuar a perseguir seus sonhos, porém em outro lugar. Também disse que enquanto estava na empresa, ela gostaria de poder se comunicar com seus fãs, porém não podia.
No início de 2016, Somi competiu no survival show (série de sobrevivência) da Mnet, Produce 101, que estreou dia 22 de janeiro. Ela terminou em primeiro lugar e debutou com o grupo feminino I.O.I no início de maio de 2016 sob um contrato de um ano. Em agosto de 2018, a JYPE lançou uma nota falando que Somi estaria deixando a empresa. Em setembro, foi confirmado que ela se juntou ao The Black Label, subsidiária da YG Entertainment.
Chaeyeon deixou a JYPE e ingressou na WM Entertainment em 2017. Em 2018, ingressou um programa de sobrevivência da Mnet, o Produce 48, ficando em décimo segundo lugar e debutando com o grupo IZ*ONE sob um contrato de dois anos e meio. Lee lançou seu primeiro EP solo Hush Rush, em 12 de Outubro de 2022.
Em 2017, Eunsuh e Natty também decidiram deixar a JYPE. Eunsuh, Natty e Jiwon competiram no programa de sobrevivência Idol School, da Mnet, onde Jiwon terminou em sexto e estreou como membro do Fromis 9.

Chaeryeong foi a única membro eliminada do Sixteen a continuar sob a JYPE. Em 11 de fevereiro de 2019, ela debutou com o grupo feminino ITZY. 